# Батьма
Батьма́  (вьет. Vườn quốc gia Bạch Mã) — национальный парк во Вьетнаме. Находится в провинции Тхыатхьен-Хюэ в центральной части Вьетнама, недалеко от города Хюэ. Площадь парка — 375 км².

## История
Во время французского протектората, здесь была деревня из 139 вилл, для отдыха важных чиновников. Построенные в 1920 году из камня и цемента с толстыми стенами в 40 см, для защиты от капризов природы. Почти все коттеджи были разрушены во время первой индокитайской войны. Ещё в 1925 году местные власти представили в Министерство колоний проект создания национального парка для защиты вида Лофура Эдвардса (Lophura edwardsii).
С 1973 по 1975 год на территории курорта была американская вертолётная площадка. Сейчас, в туристическом центре, осталась небольшая экспозиция оружия, а на территории парка можно осмотреть туннели, созданные 2-м батальоном 75-го полка рейнджеров армии США.
В 1986 году восстановили восемь гостиниц в колониальном стиле, способных принять до ста человек. Отелям дали оригинальные названия 20-х годов: Морин, Зокуен, Камту, Фонглан. Под парк была выделена территория в 500 км². Официально парк был образован в 15 июля 1991 году на территории 220 км², а в 2008 году территорию парка расширили до 375 км².
Парк закрывался на реконструкцию в период с 2009 по май 2013 года, было вложено 80 миллиардов вьетнамских донгов. Однако качеством инфраструктуры остались недовольны и посетители и инвесторы.

## География
Парк расположен между Хюэ и Данангом, в 18 км от побережья и шоссе А1, в Аннамских горах на территории двух провинций Тхыатхьен-Хюэ и Куангнам. Климат тропический муссонный. Средняя годовая температура 25 °C, но в горах около 19 °C.
Местность является одним из регионов с самой большой влажностью не только на полуострове, но и в мире. Средний уровень осадков до 9000 мм в год. Сезон дождей с сентября по декабрь.
Наклон плоскости доходит до 45°, средняя высота более 1000 метров над уровнем моря. В парке находятся горы Чуой (1170м), Батьма (1450м), Манг (1700м) и другие. На склонах этих гор берут начало несколько рек региона, наиболее крупные — Чуой, Куде и Тачать (приток Ароматной реки). Из-за обилия гор и воды на территории парка существует несколько водопадов. Почва в горах преимущественно ферралитная, а сами горы состоят из магматических пород, в основном гранита. В дождливые сезоны бывают частые оползни, а в сухой сезон некоторые ручьи пересыхают полностью.

## Флора и фауна

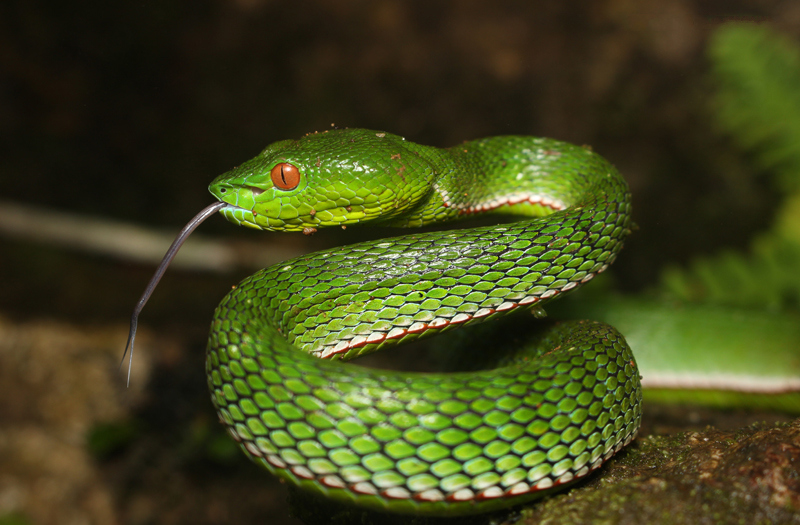
Тигровый питон

Парк находится на границе южного и северного Вьетнама, благодаря этому на его территории наблюдается широкое биоразнообразие. Зарегистрировано 1715 видов представителей фауны (7 % от всей страны), 15 из которых является эндемиками (в основном птицы). По результатам инвентаризации 2011 года были найдены 69 видов, находящихся в Красной книге Вьетнама. Например такие, как немейский тонкотел, красный волк, бинтуронг, леопард, саола, тигровый питон, желтобрюхий большеглазый полоз, индокитайская шарнирная черепаха, большеголовая черепаха, мадагаскарский речной угорь и другие. Учёными были найдены два новых вида пчёл, в названии которых теперь фигурирует имя парка (Vietorogas bachmaensis и Spinaria bachmaensis).
Насчитывается 2373 вида растений и грибов (почти 17 % от общего числа видов флоры в стране). Среди растений и грибов также встречается много редких видов, на 2001 год было 204 эндемика и 73 вида, записанных в Красную книгу, среди которых: Fokienia hodginsii, Aquilaria crassna, Sindora tonkinensis, Anoectochilus roxburghii, вороний глаз многолистный и др.
Основной проблемой парка остаётся сохранение уникального леса, борьба с браконьерами. Нередки случаи нападения на защитников леса. Территорию парка патрулируют около 4000 рейнджеров, которые пресекают случаи незаконной вырубки леса, уничтожают охотничьи ловушки и капканы. За 25 лет существования парка зарегистрировано более 25 тысяч случаев нарушения закона, конфисковано более 2300 инструментов. В парке разрабатываются программы по защите лесов, а также проводится пропаганда среди населения, проживающего вокруг защитной территории.

## Туризм
Большого потока туристов в парк нет, всего около 15 тысяч в год. Дорога от шоссе А1 извилистая и узкая, а инфраструктура нуждается в постоянных инвестициях. Комфортный период посещения парка всего 4-5 месяцев в год, остальное время осадки и большая влажность разрушают постройки. К тому же, парку приходится соблюдать строгие законы по плотности застройки, высоте зданий, уровню шума, санитарии. Спонсоры предпочитают вкладывать средства в более выгодные проекты соседних областей.
В октябре 2016 года было подписано решение об улучшении дороги от шоссе А1 до Батьма. Планируется вложить 83 миллиарда вьетнамских донгов, а работы продлятся 5 лет.

## Население
Непосредственно на территории парка проживание запрещено, но в буферной зоне (586 км²) проживают четыре этнических группы: кинь, кату, бру и мыонги. В основном они занимаются земледелием и скотоводством, но есть часть семей, которые незаконно занимаются охотой, собирательством и вырубкой леса.